# In Your House 9: International Incident
In Your House 9: International Incident foi um pay-per-view (PPV) de wrestling profissional produzido pelo World Wrestling Federation (WWF, agora WWE). O evento ocorreu em 21 de julho de 1996, no General Motors Place em Vancouver, Canadá. Seis lutas foram realizadas no evento, incluindo uma gravada para o Free for All. Esse foi o nono evento da cronologia In Your House.
O evento principal do show foi uma luta de trios entre o trio referido como The People's Posse (Campeão da WWF Shawn Michaels, Sycho Sid, e o Campeão Intercontinental da WWF Ahmed Johnson) contra o "Camp Cornette" (Vader, Owen Hart, e British Bulldog). 

## Produção

### Conceito
In Your House foi uma série de eventos mensais de pay-per-view (PPV) de wrestling profissional, produzida pela primeira vez pela World Wrestling Federation (WWF, atualmente WWE) em maio de 1995. Esses eventos iam ao ar nos meses em que a empresa não realizava um dos seus cinco principais PPVs da época (WrestleMania, King of the Ring, SummerSlam, Survivor Series e Royal Rumble) — e, por isso, eram vendidos por um preço mais acessível.
In Your House 9: International Incident aconteceu em 21 de julho de 1996, no General Motors Place, em Vancouver, British Columbia, no Canadá. O nome do evento fazia referência ao fato de ter sido realizado em solo canadense.

### Rivalidades
In Your House 9: International Incident contou com lutas de wrestling profissional envolvendo diversos lutadores que faziam parte de rivalidades e histórias já em andamento, desenvolvidas nos episódios do Monday Night Raw e em outros programas da WWF.

## Evento
Mankind estava originalmente escalado para enfrentar Jake Roberts na segunda luta do pay-per-view, mas Roberts precisou ser substituído por Henry O. Godwinn na noite do evento. Durante a luta, o comentarista Jerry Lawler fez diversas piadas à custa de Jake Roberts, dizendo que ele havia “voltado a beber”, fazendo referência ao passado conturbado de Roberts — algo que o próprio havia falado abertamente após retornar à WWF. Os comentários, no entanto, tinham como objetivo construir tensão entre Roberts e Lawler para uma futura rivalidade, e não fazer insinuações sobre sua sobriedade naquele momento.
Durante a luta seguinte entre The Undertaker e Goldust, Mankind revelou que, ao invés de voltar aos bastidores após sua vitória contra Henry Godwinn, havia se escondido debaixo do ringue enquanto a arena estava escura. Durante o combate, ele surgiu por um buraco no chão do ringue, agarrou The Undertaker pelo pé e o arrastou para baixo com ele. Isso resultou em vitória por desqualificação para The Undertaker devido à interferência. Mais tarde, enquanto Mankind ainda estava no ringue, The Undertaker reapareceu por outro buraco no chão e atacou Mankind. Os dois lutaram até os bastidores, indo parar na sala das caldeiras do prédio.
No evento principal, o Camp Cornette saiu vitorioso, com Vader fazendo o pin em Shawn Michaels após interferência do próprio Jim Cornette.
Inicialmente, o plano era que The Ultimate Warrior se juntasse a Shawn Michaels e Ahmed Johnson para enfrentar o trio de vilões formado por Vader, Owen Hart e British Bulldog. No entanto, nas semanas que antecederam o evento, Ultimate Warrior teve um desentendimento com a WWF (chegando a faltar a vários eventos ao vivo) e acabou deixando a empresa. A WWF trouxe de volta Sycho Sid após meses afastado, transformando seu personagem em um "babyface", ao salvá-los de um ataque três contra dois em um episódio do Monday Night Raw. Nos dias que antecederam o evento, o manager Jim Cornette chegou a afirmar que estava tão confiante na vitória de sua equipe que devolveria o dinheiro de todo mundo que comprasse o pay-per-view caso eles perdessem.

## Resultados
| Nº                                          | Resultados | Estipulações    | Tempo |
| ------------------------------------------- | --- | --------------- | ----- |
| Free For All                                | Justin Bradshaw (com Uncle Zebekiah) derrotou Savio Vega | Luta individual | 4:44  |
| 1                                           | The Bodydonnas (Skip e Zip) derrotaram The Smoking Gunns (Bart Gunn e Billy Gunn) (com Sunny)                                                                             | Luta de duplas  | 13:05 |
| 2                                           | Mankind derrotou Henry O. Godwinn (com Hillbilly Jim) | Luta individual | 6:54  |
| 3                                           | Stone Cold Steve Austin derrotou Marc Mero (com Sable) | Luta individual | 10:48 |
| 4                                           | The Undertaker (com Paul Bearer) vs. Goldust (com Marlena) terminou em no contest                                                                                         | Luta individual | 12:07 |
| 5                                           | Camp Cornette (The British Bulldog, Owen Hart, e Vader) (com Jim Cornette) derrotaram The People's Posse (Ahmed Johnson, Shawn Michaels, e Sycho Sid) (com José Lothario) | Luta de trios   | 24:32 |
| (c) – Refere-se aos campeões antes da luta. | |                 |       |